# Misterija na brdu Natani
Misterija na brdu Natani je sveska Zagora objavljena u svesci #180 u izdanju Veselog četvrtka. Na kioscima u Srbiji se pojavila 18. novembra 2021. Koštala je 270 din. (2,27 €; 2,65 $) Imala je 94 strane. Sveska sadrži 1. deo duže epizode koja se nastavlja u #181-183.

## Originalna epizoda
Originalna sveska pod nazivom Misterio sul monte Naatani objavljena je premijerno u #648. regularne edicije Zagora u izdanju Bonelija u Italiji 2.7.2019. Epizodu su nacrtali Đani Sedioli i Marko Verni, scenario napisao Moreno Buratini. Naslovnicu je nacrtao Alesandro Pičineli. Koštala je 4,4 €.

## Kratak sadržaj
Prolog. U kišnoj noći, kočija dovozi Džupitera Kvariča, mladog naučnika u veliki zamak u kome ga čekaju 10 naučnika. Svi su sledbenici doktora Garta Helingena. Dogovaraju se kako da ga ponovo ožive.
Glavna priča. Za vreme dok predvoi grupu doseljenika, Zagor dobija dimne signale iz Tonkinog sela da se nešto čudno dešava nma brdu Natani. Zagor kreće u selo Mohava. Tionka mu objašnjava da je nestao dečak Japeha (vidi Zagor VČ-133). Nestalo je još nekoliko Mohava, koji su krenuli da ga traže. Zagor i Tonska smesta kreću ka brdu Natani i tamo pronalaze još jednu tajnu bazu Akronjana u kojoj se nalazi veliki robot.
Za to vreme u bazi „Drugde“, koja je smeštena u podrumu Prirodnjačkog muzeja u Filadelfiji, predstavnici američke vlade ispituju Džupitera Kvariča i dozvoljavaju mu slobodno kretanje, ne znajući da je on već uveliko u procesu okupljanja grupe naučnika (koji se nazivaju Sledbenici), koja treba da ponovo vaskrsne Helingena.
Za to vreme Zagor i Tonka stižu na brdo Natani i tamo pronalaze ogromna krater na čijem dnu se nalazi metalni otvor. Kada ga otvore u njemu nalaze još jednu bazu Akronjana za koju nisu znali. Tamo pronalaze grupu Indijanaca, koja je tragala za Japehom, kao i samog Japehu. Japeha priča Zagoru kako je dospeo u bazu. Istražujući po brdu, naišao je na grupu ljudi koja se zaustavila na ivici kratera, daljinskim upravljačem otvorila ulaz u bazu i ušla u nju. Japeha se uvukao za njima i u bazi video veći broj egzo-skeleta (oklop-robota) u kojima može da se smesti ljudsko telo koje upotrebom oklopa dobija nadljudsku snagu. Ljudi su otišli u egzo-skeletima i ostavili samo jedan. Dok Japeha priča, sasvim neočekivano, sa Čikom pristiže profesor Veribad (eng. Verybad). (Nekada Zagorov protivnik, poznat iz epizoda ZS-53, ZS514-16, ZS-788. Pošto mu je Zagor nekoliko puta spasao život, Zagor i Veribed su sada prijatelji.)

## Veze sa prethodnim epizodama
Ova priča nastavlja se na epizode Zagora objavljene u Veselom četvrtku #133, 134, 135, 136 i 137 u kojoj je otkrivena podzemna baza Akronjana koja je stavljena pod nadzor baze „Drugde“.

## Prethodna i naredna epizoda
Prethodna sveska Zagora nosila je naslov Obredna žrtva (#179), a naredna Sledbenici (#181).